# روز استقلال: بازخیز
روز استقلال: بازخیز (به انگلیسی: Independence Day: Resurgence) نام فیلمی علمی تخیلی اکشن آمریکایی از رولند امریش، نویسنده و کارگردان آلمانی است که در سال ۲۰۱۶ اکران شد. داستان فیلم که فیلمنامه‌اش توسط رولند اِمِریچ نوشته شده است تلاش مردم ساکن زمین برای ساختن یک شبکه دفاعی در مقابل حمله بیگانگان فضایی را بازگو می‌کند. این فیلم دنباله‌ای برای فیلم روز استقلال (۱۹۹۶) به‌شمار می‌رود و بازیگرانی چون لیام همسورث، جف گلدبلوم، بیل پولمن و مایکا مونرو در آن ایفای نقش کرده‌اند.
روز استقلال: بازخیز در تاریخ ۲۴ ژوئن ۲۰۱۶ تقریباً ۲۰ سال پس از اکران فیلم نخست در سینماهای سراسر دنیا بر روی پرده سینما رفت.
داستان قسمت دوم فیلم روز استقلال، ۲۰ سال پس از وقایع قسمت اول اتفاق می‌افتد. انسان‌ها پس از شکست‌دادن بیگانگان در قسمت اول، از فناوری‌های آن‌ها استفاده کردند تا به پیشرفت‌های فناورانهٔ چشمگیری دست پیدا کنند و این مسئله باعث خشم بیگانگان شده است و آن‌ها برای باز پس گرفتن فناوری‌های خود دوباره به زمین حمله می‌کنند.

## مشروح داستان
داستان فیلم بیست سال پس از حمله بیگانگان فضایی روایت می‌شود، جایی که بشر با استفاده از فناوری فرازمینی‌ها، سازمانی بین‌المللی به نام «دفاع فضایی زمین» (انگلیسی: Earth Space Defense) تأسیس کرده تا در برابر تهدیدهای احتمالی دفاع کند. این سازمان پایگاه‌هایی در منطقه ۵۱، ماه، مریخ و قمر رئا ایجاد کرده و ماهواره‌های دفاعی در مدار زمین مستقر کرده است.
با ظاهر شدن یک شی کروی ناشناس در مدار ماه، شورای امنیت سازمان ملل آن را نابود می‌کند، اما گروهی از دانشمندان و خلبانان متوجه می‌شوند که شیء مذکور حامل یک هوش مصنوعی است که مأموریت دارد گونه‌های تحت حمله را نجات داده و متحد کند. هم‌زمان یک کشتی مادر بیگانه غول‌پیکر به زمین حمله کرده و سامانه‌های دفاعی را از کار می‌اندازد. بیگانگان قصد دارند از هسته زمین برای تأمین انرژی استفاده کنند و در نتیجه سیاره را نابود کنند.
توماس ویتمور، رئیس‌جمهور پیشین آمریکا، داوطلبانه با انجام یک مأموریت انتحاری تلاش می‌کند تا ملکه مهاجم را نابود کند، اما او نجات می‌یابد. در نهایت، با حمله هماهنگ خلبانان نجات‌یافته، ملکه از پای درمی‌آید و حمله بیگانگان متوقف می‌شود. هوش مصنوعی فضایی از انسان‌ها می‌خواهد تا رهبری مقاومت بین‌سیاره‌ای را در برابر گونهٔ مهاجم موسوم به «برداشت‌گران» (انگلیسی: Harvesters) بر عهده بگیرند.

## تولید
طرح ساخت دنباله برای فیلم روز استقلال از سال ۲۰۰۱ مطرح بود تا آن‌که در سال ۲۰۱۴ توسط استودیوهای قرن بیستم رسماً تأیید شد. تصویربرداری اصلی در آوریل ۲۰۱۵ در نیو مکزیکو و نمکزار بونویل یوتا آغاز شد. این فیلم یکی از آخرین پروژه‌های بازیگر کهنه‌کار رابرت لوجا بود و به یاد او تقدیم شده است.

## اکران و واکنش‌ها
فیلم در ۲۴ ژوئن ۲۰۱۶، دقیقاً ۲۰ سال پس از اکران نسخهٔ نخست، در قالب‌های ۲بعدی، ۳بعدی و آی‌مکس به نمایش درآمد. با این حال، با واکنش منفی منتقدان و تماشاگران مواجه شد و بسیاری آن را فاقد هیجان و جذابیت نسخهٔ اصلی دانستند. با وجود فروش جهانی ۳۸۹٫۷ میلیون دلاری، در برابر بودجه ۱۶۵ میلیون دلاری، فیلم در گیشه موفق ظاهر نشد و به‌عنوان یک شکست تجاری شناخته شد.

## بازیگران
- لیام همسورث در نقش جیک موریسون، خلبان «دفاع فضایی زمین» و نامزد پاتریشیا ویت‌مور، که در حمله نخست بیگانگان والدینش را از دست داده است.
- جف گلدبلوم در نقش دیوید لوینسون، مدیر «دفاع فضایی زمین» و پژوهشگر ارشد دولت ایالات متحده در زمینه فناوری فرازمینی.
- بیل پولمن در نقش توماس جی. ویت‌مور، رئیس‌جمهور ایالات متحده آمریکا در گذشته، که به‌خاطر رهبری در برابر حمله بیگانگان، به‌عنوان قهرمان ملی شناخته می‌شود، اما اکنون دچار اختلال استرسی پس از سانحه شده و به‌طور ذهنی به بیگانگان متصل است.
- مایکا مونرو در نقش پاتریشیا ویت‌مور، دختر توماس ویت‌مور که با الهام از پدرش به خلبانی جنگی روی آورده و خدمت نظامی خود را به یاد مادر فقیدش، مرلین، وقف کرده است. این نقش در فیلم نخست توسط می ویتمن ایفا شده بود.
- جسی آشر در نقش دیلن هیلر، ناپسری سرهنگ افسانه‌ای استیون هیلر و فرمانده نیروهای دفاع فضایی زمین. در فیلم اول، این نقش را راس بگلی و نقش استیون هیلر را ویل اسمیت بازی کرده بودند.
- ترویس تپ در نقش چارلی میلر، ستوان نیروهای دفاع فضایی زمین و دوست جیک، که خانواده‌اش را نیز در حمله نخست بیگانگان از دست داده است.
- ویلیام فیکنر در نقش ژنرال جاشوا تی. آدامز، ژنرال نیروی هوایی ایالات متحده و رئیس ستاد مشترک ارتش ایالات متحده که بعدها جانشین رئیس‌جمهور الیزابت لَنفورد شده و خود رئیس‌جمهور آمریکا می‌شود. آدامز در زمان حمله نخست، مشاور ارشد نظامی رئیس‌جمهور و وزیر دفاع بود.[نیازمند منبع]
- شارلوت گنزبور در نقش دکتر کاترین مارسو، روان‌پزشک فرانسوی که در زمینه ارتباط‌های تله‌پاتیک انسان و بیگانه تحقیق می‌کند و شریک عاطفی دیوید لوینسون است.
- جاد هیرش در نقش جولیوس لوینسون، پدر دیوید، خاخام بازنشسته و نویسنده کتاب چگونه جهان را نجات دادم که از زاویه دید خود به روایت حمله نخست پرداخته است.
- برنت اسپاینر در نقش دکتر براکیش اوکن، مدیر پژوهش در منطقه ۵۱ که ۲۰ سال گذشته را در کما بوده است.
- سلا وارد در نقش الیزابت لَنفورد، رئیس‌جمهور ایالات متحده، که خانواده‌اش را در حمله نخست از دست داده و از آن پس به هر چیز فرازمینی بی‌اعتماد است.
- آنجلابیبی در نقش رِین لائو، ستوان چینی در «دفاع فضایی زمین» و معاون دیلن هیلر در اسکادران لگاسی، که والدینش را نیز در حمله نخست از دست داده و توسط عموی پدرش، ژنرال جیانگ لائو، به فرزندی پذیرفته شده است.
- جوئی کینگ در نقش سم بلک‌ول، فرزند بزرگ خانواده بلک‌ول که جولیوس را پیدا می‌کند.
- ویویکا ای. فاکس در نقش دکتر جزمین دوبرو-هیلر، مادر دیلن و بیوهٔ استیون هیلر.
- رابرت لوجا در نقش ژنرال ویلیام گری، فرمانده بازنشسته فرماندهی فضایی ایالات متحده آمریکا.
- نیکلاس رایت در نقش فلوید روزنبرگ، مأمور فدرال آمریکا که به دیوید لوینسون اختصاص داده شده و مایل است در نبرد با بیگانگان به دفاع فضایی زمین بپیوندد.
- دئوبیا اوپاری در نقش دیکمبه اومبوتو، جنگ‌سالار کنگویی در جمهوری ملی اومبوتو.
- چین هان در نقش جیانگ لائو، ژنرال چینی و فرمانده پایگاه ماه نیروهای دفاع فضایی زمین، و عموی پدری و پدرخوانده رِین لائو.
- پاتریک سنت اسپری در نقش ریس تنر، وزیر دفاع ایالات متحده آمریکا در کابینه رئیس‌جمهور لَنفورد.
- بنگا آکینابه در نقش مأمور متیو تراویس، مأمور سرویس مخفی ایالات متحده که به رئیس‌جمهور پیشین ویت‌مور اختصاص دارد.
- جان استوری در نقش میلتون آیزاکس.
- جیمز ای. وودز در نقش ستوان جیمز ریتر، از زیردستان ژنرال آدامز.
- مکینا گریس در نقش دیزی بلک‌ول، خواهر سم.
- گرت ورینگ در نقش بابی بلک‌ول، برادر سم.
- هایس ولفورد در نقش فلیکس بلک‌ول، دیگر برادر سم.

## تولید

### توسعه
گفت‌وگوها دربارهٔ ساخت دنباله‌ای برای فیلم روز استقلال از سال ۲۰۰۱ آغاز شد. دین دولین، نویسنده و تهیه‌کنندهٔ فیلم، گفته بود واکنش جهانی به حملات ۱۱ سپتامبر او را به ساخت دنباله ترغیب کرده بود. او و رولاند امریش نوشتن طرح اولیه را آغاز کردند، اما پروژه در سال ۲۰۰۴ متوقف شد. در سال ۲۰۰۹، امریش بار دیگر از تمایل خود به ساخت دنباله خبر داد و پیشنهاد ساخت دو قسمت برای تبدیل داستان به سه‌گانه را مطرح کرد.
در ژوئن ۲۰۱۱، امریش و دولین اعلام کردند ایدهٔ مناسبی برای دنباله پیدا کرده‌اند. با این حال، در اکتبر همان سال، مذاکرات برای بازگشت ویل اسمیت به دلیل درخواست دستمزد ۵۰ میلیون دلاری متوقف شد، اما امریش تأکید کرد فیلم‌ها حتی بدون حضور اسمیت نیز ساخته خواهند شد. در سال ۲۰۱۳، امریش عنوان‌های پیشنهادی دو دنباله را ID: Forever – Part I و Part II اعلام کرد که بیست سال پس از قسمت نخست روایت می‌شد. در آن زمان، ایده استفاده از کرم‌چاله‌ها در داستان نیز مطرح شد.
در سال ۲۰۱۴، جیمز وندربیلت دو نسخه از فیلم‌نامه نوشت؛ یکی با حضور شخصیت اسمیت و دیگری بدون او. سپس کارتر بلنچارد مأمور بازنویسی فیلمنامه شد. در نوامبر ۲۰۱۴، استودیو فاکس ساخت یک فیلم را تصویب کرد و مذاکرات برای کارگردانی امریش آغاز شد. نسخه نهایی فیلم‌نامه توسط جیمز ای. وودز و نیکلاس رایت نوشته شد. عنوان رسمی فیلم روز استقلال: بازخیز در ژوئن ۲۰۱۵ اعلام شد؛ عناوینی چون «بازگشت»، «تلافی»، «برخاستن» و «مرثیه» نیز پیش‌تر در نظر گرفته شده بودند.
امریش در توصیف مهاجمان فضایی در دنباله، آن‌ها را نه شبیه ملخ‌ها (همانند فیلم نخست)، بلکه چون زنبورهایی با ذهن کندویی توصیف کرد که تنها هدفشان تکثیر است و ورودشان بیشتر شبیه بلایای طبیعی است تا تهاجم نظامی.

### انتخاب بازیگران
امریش و دولین در ابتدا امیدوار بودند ویل اسمیت بازگردد، اما در ژوئن ۲۰۱۳ امریش اعلام کرد که اسمیت به دلیل دستمزد بالا در پروژه حضور نخواهد داشت. اسمیت بعدها گفت به‌خاطر تداخل زمانی با فیلم جوخه انتحار پیشنهاد را رد کرده است. مرگ شخصیت او (استیون هیلر) در فیلم، ناشی از آزمایش یک جنگندهٔ نمونه با فناوری بیگانه در سال‌هایی پس از حملهٔ اول توضیح داده می‌شود.
در ژوئن همان سال، بازگشت جف گلدبلوم و بیل پولمن به فیلم تأیید شد. همچنین اعلام شد که یک شخصیت همجنس‌گرا نیز در داستان حضور دارد. در ژانویه ۲۰۱۵، لیام همسورث نقش اصلی را دریافت کرد. شارلوت گنزبور، بازیگر فرانسوی-بریتانیایی، نیز در مارس ۲۰۱۵ وارد مذاکرات شد. ترویس تپ برای ایفای نقش چارلی و جسی آشر برای بازی در نقش ناپسری استیون هیلر انتخاب شدند.
ویویکا ای. فاکس نیز نقش خود از فیلم اول (جزمین) را تکرار کرد و مایکا مونرو در آوریل ۲۰۱۵ برای نقش دختر رئیس‌جمهور سابق (پاتریشیا) انتخاب شد، چراکه می ویتمن، بازیگر نقش اصلی در فیلم نخست، از حضور دوباره خودداری کرد. مونرو از میان فهرستی از بازیگران چون بریت رابرتسون، گبریلا وایلد و دیگران برگزیده شد. سلا وارد در ماه مه همان سال برای ایفای نقش رئیس‌جمهور جدید ایالات متحده انتخاب شد و مکنا گریس نیز برای نقش دیزی به گروه پیوست. پاتریک سنت اسپریت در نقش وزیر دفاع و ویلیام فیکنر در نقش ژنرال انتخاب شدند. سرانجام، حضور آنجلابیبی نیز در ژوئن ۲۰۱۵ از سوی امریش در توییتر اعلام شد.